# Iridomyrmex anderseni
Iridomyrmex anderseni é uma espécie de formiga do gênero Iridomyrmex.